# Борки (Крупский район)
Борки (бел. Баркі) — деревня в Крупском районе Минской области Республики Беларусь. Входит в состав Холопеничского сельсовета.

## Географическое положение
Деревня расположена в 39 км на северо-запад от города Крупки, и 34 км от ж/д ст. Крупки на линии Брест-Москва, в 138 км от Минска. Находится в 3 км на северо-запад от центра сельсовета Холопеничи. На западе от деревни протекает река Нача. Транспортные связи по автодороге Лепель-Краснолуки-Холопеничи (Н-2800) или Борисов-Холопеничи (Н-8081) через Борки-Шамки-Мхерино (Н-8653).

## История
Деревня впервые упомянута во второй половине XVIII века, когда входила в состав графства Холопеничи Борисовского уезда. В 1777 году является собственностью Хрептовичей. Имением Холопеничи и его окрестностями владел канцлер ВКЛ Иоахим Хрептович. Позднее деревня принадлежала его внучке, графине Елене Титовой, жене русского дворянина Владимира Титова.
После второго раздела Польши (1793) деревня перешла в состав Российской империи. В 1856 году селом владел Александр Лаппо. В 1870 году в составе имения Богумилово владельца Марендо, 103 жителя мужского пола. В 1930 году сельчане объединились в колхоз имени Ворошилова.
В Великую Отечественную войну с 1 июля 1941 по 27 июня 1944 деревня оккупирована немецко-фашистскими захватчиками. На фронтах погибли 28 жителей, в партизанские борьбе 7 человек. С 1958 года деревня в колхозе имени Фрунзе. В 1960 году в совхозе «Холопеничи» (после 1992 — колхоз). С 2003 года в составе СПК «Холопеничи».

## Административная принадлежность
- 2 пол. XVIII века — графство Холопеничи, Борисовский уезд (Минская губерния), Великое княжество Литовское,
- 1793 — Российская империя,
- сер. XIX век — имение Холопеничи, Борисовский уезд (Минская губерния),
- 1870 — Барковская сельская община,
- 1897 — Холопеничская волость, Борисовский уезд (Минская губерния),
- 1924 — Грицковичский сельский совет, Холопеничский район, Борисовский округ, Белорусская ССР
- 1927 — Минский округ,
- 1930 — Холопеничский район,
- 1931 — Крупский район,
- 1935 — Холопеничский район,
- 1938 — Минская область,
- 1954 — Слободской сельсовет,
- 1959 — Холопеничский сельсовет,
- 1960 — Крупский район,
- 1998 — Холопеничский поселковый совет,
- 30 декабря 2009 — Холопеничский сельсовет.

## Население
- XIX век: 1857—154 чел.[1]; 1880—226 чел.; 1897—376 чел.;
- XX век: 1917—420 чел.; 1926—290 чел.; 1941—320 чел.; 1959—374 чел.; 1998—110 чел.;
- XXI век: 2009 — 67 чел. (перепись); 2010 — 81 чел.; 2019 — 53 чел.

Хозяйства
- XVIII век: 1777 — 23 двора;
- XIX век: 1850 — 8 дымов; 1862 — 31 хоз. (22 крест., 4 огородника, 5 батраков); 1880 — 37 дв.; 1897 — 58 дв.
- XX век: 1917 — 70 дв.; 1926 — 55 дв.; 1932 — 67 хоз.; 1941 — 90 дв.; 1998 — 53 хоз.
- XXI век: 2010 — 41 хоз.

## Инфраструктура
До середины 2000-х в деревне действовали начальная школа, деревенский клуб, библиотека, работал магазин.